# Centrale idroelettrica di Zuino
La centrale idroelettrica di Zuino è situata nel comune di Gaby e posta sull'asta fluviale del fiume Dora Baltea.

## Caratteristiche
Si tratta di una centrale a bacino che sfrutta le acque dei torrenti Lys e Forkobach, con un bacino imbrifero complessivo di 111,53 km2.
Lo sbarramento sul torrente Lys a Bieltchucken (Gressoney-Saint-Jean) è costituito da una paratoia a settore ed immette le acque nel bacino artificiale, mentre il canale di derivazione, a pelo libero in galleria, raccoglie lungo il percorso le acque derivate dal torrente Forkobach.

I macchinari consistono in un gruppo turbina Pelton/alternatore, ad asse orizzontale.
L'impianto è automatizzato dal 1968 ed è telecomandato da Pont-Saint-Martin.